# Dotyk chmur
Dotyk chmur – solowy album Władysława "Gudonisa" Komendarka zawierający nieco łatwiejszą w odbiorze muzykę elektroniczną. LP ukazał się w 1987 r. nakładem wytwórni Pronit (PLP-0060).
Kompozytorem i wykonawcą wszystkich utworów jest Władysław Komendarek.
Instrumentarium:
Casio CZ-5000 Cosmo Synthesizer;
Casio RZ-1 Digital Sampling Rhythm Composer;
Yamaha RX-11 Digital Rhythm Composer;
Yamaha SPX-90 Digital Multi-Effect Processor;
Roland SH-101 Analog Synthesizer;
Roland SH-2000 Analog Synthesizer;
Roland System-100 Analog Modular Synthesizer;
Korg DSS-1 Digital Sampling Synthesizer;
Boss DE-200 Digital Delay;
Alesis-Midverb Stereo Digital Reverb;
Lexicon-224X MultiFX;
Harmonizer Eventide-H949;
Synchronizator komputerowy Midi FSK JG;
Synchronizator Audio Triger JG;
Okaryna gliniana z 1896 roku;
Sample wokalne – Ewa Komendarek-Dembińska

## Lista utworów
Strona A
| 1. | "Sen Shoguna"       | 4:57  |
|    |                     |       |
| 2. | "Dotyk chmur"       | 5:13  |
|    |                     |       |
| 3. | "Taniec szerszeni"  | 5:07  |
|    |                     |       |
| 4. | "Cyklamenowe wyspy" | 5:06  |
|    |                     |       |
|    |                     | 20:23 |
|    |                     |       |
Strona B
| 1. | "Wiosenny śnieg"      | 4:44  |
|    |                       |       |
| 2. | "Wędrówka po dżungli" | 5:16  |
|    |                       |       |
| 3. | "Halo komputer"       | 5:30  |
|    |                       |       |
| 4. | "Ciche kroki"         | 5:32  |
|    |                       |       |
|    |                       | 21:02 |
|    |                       |       |

## Informacje dodatkowe
- Realizacja dźwięku -	Andrzej Martyniak, Tadeusz Sudnik
- Projekt graficzny - Aleksander Januszewski
- Czas łączny nagrań - 41:25